# Tomasz Łuczywek
Tomasz Łuczywek (ur. 9 grudnia 1978 w Sosnowcu) – polski piłkarz grający na pozycji pomocnika. Przez większość kariery zawodniczej występował w zespole Zagłębia Sosnowiec.

## Kariera
Swoją karierę rozpoczynał w Zagłębiu Sosnowiec. Występował tam przez dziewięć lat (do 2005 roku), gdy przeszedł do GKS-u Bełchatów. W Bełchatowie rozegrał jedynie 2 spotkania i postanowił przenieść się do Górnika Zabrze. Grał tam rok i wystąpił w 21 meczach, strzelając jedną bramkę. Klub z Zabrza sprzedał piłkarza do Hetmana Zamość w 2007 roku. Po niespełna półrocznym pobycie na Lubelszczyźnie, Łuczywek wrócił do Sosnowca. W barwach Zagłębia zakończył karierę piłkarską w sezonie 2011/2012.

### Kariera trenerska
W 2010 roku tymczasowo objął stanowisko pierwszego trenera Zagłębia Sosnowiec. Sytuacja powtórzyła się w roku 2016.
W latach 2010, 2012 oraz 2015, 2016 był asystentem w sztabie szkoleniowym kolejnych trenerów zespołu z Sosnowca.
W sezonie 2016/17 dołączył do sztabu szkoleniowego Legii Warszawa pod wodzą Jacka Magiery. 13 września 2017 roku wraz z Magierą został zwolniony z warszawskiego klubu.